# Nysätra tingslag
Nysätra tingslag var ett tingslag  i Västerbottens län, Västerbotten. Tingslagets område ligger i nuvarande Robertsfors kommun samt till en del (Lövånger) i nuvarande Skellefteå kommun. År 1934 hade tingslaget 16 250 invånare på en yta av 1 874 km², varav land 1 805. Tingsställe var Nysätra kyrkby, senare kallad Ånäset.
Tingslaget bildades 1834 med utbrytning ur Bygdeå tingslag, 1902 uppgick kvarvarande del av Bygdeå tingslag samt Lövångers tingslag i detta tingslag. 1948 upplöstes tingslaget och verksamheten överfördes till Västerbottens mellersta domsagas tingslag.
Tingslaget hörde till 1852 till Västerbottens norra domsaga och från 1852 till Västerbottens mellersta domsaga.

## Socknar
Följande socknar ingick i tingslaget:

Hörde före 1834 till Bygdeå tingslag
- Nysätra socken

Hörde före 1902 till Bygdeå tingslag
- Bygdeå socken

Hörde före 1902 till Lövångers tingslag
- Lövångers socken